# The Romantic Piano Concerto
The Romantic Piano Concerto (Das romantische Klavierkonzert) ist eine CD-Reihe von Hyperion Records, die seit Juni 1991 erscheint. Sie enthält Klavierkonzerte (und auch verschiedene Stücke für Klavier und Orchester u. a.) aus der Zeit der Romantik, größtenteils mit Aufnahmen, die zu diesem Zeitpunkt selten, einige davon nahezu nie gespielt worden waren, die „kaum im üblichen Konzertbetrieb erschienen und doch Meisterwerke sind, deren Brillanz, Melodik und harmonischer Reichtum faszinieren und die Klaviergemeinde begeistern“. Im Mai 2024 hat die Reihe bereits 87 Bände erreicht. Einspielungen der Konzerte sind bei Youtube abrufbar.

## Übersicht
Die folgende, standardmäßig alphabetisch nach Komponisten sortierte Übersicht liefert Angaben zu den Komponisten (Lebensdaten), Werktiteln sowie Solisten (Pianisten), Orchestern und Dirigenten, sie erhebt keinen Anspruch auf Aktualität oder Vollständigkeit (angegebene Nummern entsprechen denen der Folge der CD-Reihe).
| Nr. | Komponist(en) | Werk(e) | Solist(en)                          | Orchester                                                                | Dirigent           |
| --- | --- | --- | ----------------------------------- | ------------------------------------------------------------------------ | ------------------ |
| 65  | Isaac Albéniz (1860–1909) Enrique Granados (1867–1916)                                                           | Konzert für Klavier und Orchester Nr. 1 a-moll op. 78 "Concierto fantástico" (bearb. für Orchester von Tomás Bretón) Rapsodia española op. 70 Klavierkonzert c-moll "Patetico"                                                                           | Melani Mestre                       | BBC Scottish Symphony Orchestra                                          | Martyn Brabbins    |
| 9   | Eugen d'Albert (1864–1932)                                                                                       | Klavierkonzerte Nr. 1 & 2 | Piers Lane                          | BBC Scottish Symphony Orchestra                                          | Alun Francis       |
| 7   | Adolf Henselt (1814–1889) Charles Valentin Alkan (1813–1888)                                                     | Klavierkonzert in f-Moll, op. 16 Konzertvariationen op. 11 Concerto da camera op. 10/1 Concerto da camera op. 10/2 | Marc-André Hamelin                  | BBC Scottish Symphony Orchestra                                          | Martyn Brabbins    |
| 42  | Eyvind Alnæs (1872–1932)                                                                                         | Klavierkonzert D-Dur op. 27 | Piers Lane                          | Bergen Philharmonic Orchestra                                            | Andrew Litton      |
| 4   | Anton Arenski (1861–1906) Sergei Bortkiewicz (1877–1952)                                                         | Klavierkonzert f-Moll, op. 2 Fantasie über russische Volkslieder, op. 48 Klavierkonzert Nr. 1 in B-Dur, op. 16 | Stephen Combs                       | BBC Scottish Symphony Orchestra                                          | Jerzy Maksymiuk    |
| 43  | Francis Edward Bache (1833–1858)                                                                                 | Klavierkonzert E-Dur op. 18 | Howard Shelley (Klavier & Dirigent) | BBC Scottish Symphony Orchestra                                          |                    |
| 5   | Mily Balakireff (1837–1910) Nikolai Rimski-Korsakow (1844–1908)                                                  | Klavierkonzert Nr. 1 in fis-Moll Klavierkonzert Nr. 2 in Es-Dur Klavierkonzert in cis-Moll, op. 30 | Malcolm Binns                       | English Northern Philharmonia                                            | David Lloyd-Jones  |
| 70  | Amy Beach (1867–1944) Cécile Chaminade (1857–1944) Dorothy Howell (1898–1982)                                    | Konzert für Klavier und Orchester d-moll Konzert für Klavier und Orchester cis-moll, op. 45 Konzertstück für Klavier und Orchester cis-moll, op. 40 | Danny Driver                        | BBC Scottish Symphony Orchestra                                          | Rebecca Miller     |
| 48  | Julius Benedict (1804–1885)                                                                                      | Klavierkonzerte c-moll op. 45 & Es-Dur op. 89 | Howard Shelley (Klavier & Dirigent) | Tasmanian Symphony Orchestra                                             |                    |
| 74  | William Sterndale Bennett (1816–1875)                                                                            | Klavierkonzerte Nr. 1–3 | Howard Shelley                      | BBC Scottish Symphony Orchestra                                          |                    |
| 80  | Auguste Dupont (1827–1890) Peter Benoit (1834–1901)                                                              | Klavierkonzert Nr. 3 f-moll op. 49 Sinfonisches Gedicht für Klavier und Orchester, op. 43 | Howard Shelley                      | Sinfonieorchester St. Gallen                                             |                    |
| 4   | Anton Arenski (1861–1906) Sergei Bortkiewicz (1877–1952)                                                         | Klavierkonzert f-Moll, op. 2 Fantasie über russische Volkslieder, op. 48 Klavierkonzert Nr. 1 in B-Dur, op. 16 | Stephen Combs                       | BBC Scottish Symphony Orchestra                                          | Jerzy Maksymiuk    |
| 37  | Eduard Nápravník (1839–1916) Felix Mikhailovich Blumenfeld (1863–1931)                                           | Concerto symphonique op. 27 für Klavier & Orchester Allegro de concert A-Dur, op. 7; Fantaisie russe h-moll, op. 39 | Evgeny Soifertis                    | BBC Scottish Symphony Orchestra                                          | Alexander Titov    |
| 46  | York Bowen (1884–1961)                                                                                           | Klavierkonzerte Nr. 3 & 4 | Danny Driver                        | BBC Scottish Symphony Orchestra                                          | Martyn Brabbins    |
| 79  | Hans Pfitzner (1869–1949) Walter Braunfels (1882–1954)                                                           | Klavierkonzert Es-Dur op. 31 Tag und Nachtstücke op. 44 für Orchester mit obligatem Klavier | Markus Becker                       | Rundfunk-Sinfonieorchester Berlin                                        | Constantin Trinks  |
| 77  | Hans Bronsart von Schellendorff (1830–1913)                                                                      | Klavierkonzert fis-moll op. 10 | Emmanuel Despax                     | BBC Scottish Symphony Orchestra                                          | Eugene Tzigane     |
| 20  | Ignaz Brüll (1846–1907)                                                                                          | Klavierkonzerte Nr. 1 & 2 | Roscoe                              | BBC Scottish Symphony Orchestra                                          | Martyn Brabbins    |
| 22  | Ferruccio Busoni (1866–1924)                                                                                     | Klavierkonzert op. 39 | Marc-Andre Hamelin                  | City of Birmingham Symphony Chorus City of Birmingham Symphony Orchestra | Mark Elder         |
| 70  | Amy Beach (1867–1944) Cécile Chaminade (1857–1944) Dorothy Howell (1898–1982)                                    | Konzert für Klavier und Orchester d-moll Konzert für Klavier und Orchester cis-moll, op. 45 Konzertstück für Klavier und Orchester cis-moll, op. 40 | Danny Driver                        | BBC Scottish Symphony Orchestra                                          | Rebecca Miller     |
| 73  | Roger Sacheverell Coke (1912–1972)                                                                               | Klavierkonzerte Nr. 3–5 (op. 30, 38, 57) | Simon Callaghan                     | BBC Scottish Symphony Orchestra                                          | Martyn Brabbins    |
| 54  | Arthur Somervell (1863–1937) Frederic Hymen Cowen (1852–1935)                                                    | Klavierkonzert a-moll "Highland"; Normandy - Symphonische Variationen Konzertstück | Martin Roscoe                       | BBC Scottish Symphony Orchestra                                          | Martyn Brabbins    |
| 71  | Carl Czerny (1791–1857)                                                                                          | Klavierkonzerte F-Dur op. 28 & a-moll op. 214 | Howard Shelley                      | Tasmanian Symphony Orchestra                                             |                    |
| 39  | Frederick Delius (1862–1934)                                                                                     | Klavierkonzert c-moll (1904) | Piers Lane                          | Ulster Orchestra                                                         | David Lloyd-Jones  |
| 61  | Theodor Döhler (1814–1856)                                                                                       | Klavierkonzert A-Dur op. 7 | Howard Shelley (Klavier & Dirigent) | Tasmanian Symphony Orchestra                                             | Howard Shelley     |
| 6   | Ernst von Dohnányi                                                                                               | Klavierkonzert Nr. 1 in e-Moll Klavierkonzert Nr. 2 in h-Moll | Martin Roscoe                       | BBC Scottish Symphony Orchestra                                          | Fedor Glushchenko  |
| 47  | Salomon Jadassohn (1831–1902) Felix Draeseke (1835–1913)                                                         | Klavierkonzert c-Moll, op. 89, Klavierkonzert f-Moll, op. 90 Klavierkonzert Es-Dur op. 36 | Markus Becker                       | Rundfunk-Sinfonieorchester Berlin                                        | Michael Sanderling |
| 21  | Theodor Kullak (1818–1882) Alexander Dreyschock (1818–1869)                                                      | Klavierkonzert op. 55 Konzert für Klavier und Orchester d-moll op. 137 | Piers Lane                          | BBC Symphony Orchestra                                                   | Niklas Willén      |
| 60  | Théodore Dubois (1837–1924)                                                                                      | Klavierkonzert Nr. 2 | Cedric Thibergien                   | BBC Scottish Symphony Orchestra                                          | Andrew Manze       |
| 80  | Auguste Dupont (1827–1890) Peter Benoit (1834–1901)                                                              | Klavierkonzert Nr. 3 f-moll op. 49 Sinfonisches Gedicht für Klavier und Orchester, op. 43 | Howard Shelley                      | Sinfonieorchester St. Gallen                                             |                    |
| 82  | Stéphan Elmas (1862–1937)                                                                                        | Klavierkonzerte Nr. 1 & 2 | Howard Shelley (Klavier & Dirigent) | Tasmanian Symphony Orchestra                                             |                    |
| 31  | Robert Fuchs (1847–1927) Friedrich Kiel (1821–1885)                                                              | Konzert für Klavier und Orchester b-moll op. 27 Klavierkonzert B-Dur op. 30 | Martin Roscoe                       | BBC Scottish Symphony Orchestra                                          | Martyn Brabbins    |
| 83  | Jerzy Gablenz (1888–1937) Ignaz Paderewski (1860–1941)                                                           | Klavierkonzert Des-Dur op. 25 Polnische Fantasie, op. 19 | Jonathan Plowright                  | BBC Scottish Symphony Orchestra                                          | Lukasz Borowicz    |
| 63  | Benjamin Godard (1849–1895)                                                                                      | Klavierkonzerte Nr. 1 & 2; Introduction & Allegro, op. 49 | Howard Shelley                      | Tasmanian Symphony Orchestra                                             |                    |
| 13  | Alexander Glasunow (1865–1936) Alexander Goedicke (1877–1957)                                                    | Klavierkonzerte Nr. 1 & 2 Konzertstück, op. 11 | Stephen Coombs                      | BBC Scottish Symphony Orchestra                                          | Martyn Brabbins    |
| 13  | Alexander Glasunow (1865–1936) Alexander Goedicke (1877–1957)                                                    | Klavierkonzerte Nr. 1 & 2 Konzertstück, op. 11 | Stephen Coombs                      | BBC Scottish Symphony Orchestra                                          | Martyn Brabbins    |
| 62  | Charles Gounod (1818–1893)                                                                                       | Sämtliche Werke für Pedalflügel & Orchester (Suite Concertante A-Dur (für Klavier und Orchester) (1886); Konzert für Klavier und Orchester Es-Dur (1889); Fantasie sur l'hymne national russe (1885); Danse roumaine (für Klavier und Orchester) (1888)) | Roberto Prosseda                    | Orchestra della Svizzera Italiana                                        | Howard Shelley     |
| 65  | Isaac Albéniz (1860–1909) Enrique Granados (1867–1916)                                                           | Konzert für Klavier und Orchester Nr. 1 a-moll op. 78 "Concierto fantástico" (bearb. für Orchester von Tomás Bretón) Rapsodia española op. 70 Klavierkonzert c-moll "Patetico"                                                                           | Melani Mestre                       | BBC Scottish Symphony Orchestra                                          | Martyn Brabbins    |
| 15  | Reynaldo Hahn (1875–1947) Jules Massenet (1842–1912)                                                             | Konzert für Klavier und Orchester Es-Dur Klavierkonzert Es-Dur | Stephen Coombs                      | BBC Scottish Symphony Orchestra                                          | Jean Yves Ossonce  |
| 7   | Adolf Henselt (1814–1889) Charles Valentin Alkan (1813–1888)                                                     | Klavierkonzert in f-Moll, op. 16 Konzertvariationen op. 11 Concerto da camera op. 10/1 Concerto da camera op. 10/2 | Marc-André Hamelin                  | BBC Scottish Symphony Orchestra                                          | Martyn Brabbins    |
| 66  | Henri Herz (1803–1888)                                                                                           | Klavierkonzert Nr. 2; Grande fantaisie militaire sur La fille du régiment, op. 163; Fantasie und Variationen über den Marsch aus Othello von Rossini, op. 163; Grande polonaise brillante, op. 30                                                        | Howard Shelley                      | Tasmanian Symphony Orchestra                                             |                    |
| 35  | Henri Herz (1803–1888)                                                                                           | Klavierkonzerte Nr. 1, 7, 8 | Howard Shelley (Klavier & Dirigent) | Tasmanian Symphony Orchestra                                             |                    |
| 40  | Henri Herz (1803–1888)                                                                                           | Klavierkonzerte Nr. 3–5 | Howard Shelley (Klavier & Dirigent) | Tasmanian Symphony Orchestra                                             |                    |
| 78  | Clara Schumann (1819–1896) Ferdinand Hiller (1811–1885) Henri Herz (1803–1888) Friedrich Kalkbrenner (1785–1849) | Klavierkonzert Nr. 1 op. 7 Konzertstück op. 113 für Klavier & Orchester Rondo de Concert op. 27 für Klavier & Orchester Le Reve op. 113 für Klavier & Orchester                                                                                          | Howard Shelley (Klavier & Dirigent) | Tasmanian Symphony Orchestra                                             |                    |
| 69  | Alfred Hill (1870–1960)                                                                                          | Klavierkonzert A-Dur | Piers Lane                          | Adelaide Symphony Orchestra                                              | Johannes Fritzsch  |
| 45  | Ferdinand Hiller (1811–1885)                                                                                     | Klavierkonzerte Nr. 1–3 | Howard Shelley (Klavier & Leitung)  | Tasmanian Symphony Orchestra                                             |                    |
| 78  | Clara Schumann (1819–1896) Ferdinand Hiller (1811–1885) Henri Herz (1803–1888) Friedrich Kalkbrenner (1785–1849) | Klavierkonzert Nr. 1 op. 7 Konzertstück op. 113 für Klavier & Orchester Rondo de Concert op. 27 für Klavier & Orchester Le Reve op. 113 für Klavier & Orchester                                                                                          | Howard Shelley (Klavier & Dirigent) | Tasmanian Symphony Orchestra                                             |                    |
| 23  | Joseph Holbrooke (1878–1958) Haydn Wood (1882–1959)                                                              | Klavierkonzert Nr. 1 op. 52 "The Song of Gwyn ap Nudd" Konzert für Klavier und Orchester d-moll | Hamish Milne                        | BBC Symphony Orchestra                                                   | Martyn Brabbins    |
| 70  | Amy Beach (1867–1944) Cécile Chaminade (1857–1944) Dorothy Howell (1898–1982)                                    | Konzert für Klavier und Orchester d-moll Konzert für Klavier und Orchester cis-moll, op. 45 Konzertstück für Klavier und Orchester cis-moll, op. 40 | Danny Driver                        | BBC Scottish Symphony Orchestra                                          | Rebecca Miller     |
| 16  | Henry Holden Huss (1862–1953) Ernest Schelling (1876–1939)                                                       | Klavierkonzert op. 10 Suite fantastique op. 7 (für Klavier und Orchester) | Hobson                              | BBC Scottish Symphony Orchestra                                          | Martyn Brabbins    |
| 47  | Salomon Jadassohn (1831–1902) Felix Draeseke (1835–1913)                                                         | Klavierkonzert c-Moll, op. 90, Klavierkonzert f-Moll, op. 90 Klavierkonzert Es-Dur op. 36 | Markus Becker                       | Rundfunk-Sinfonieorchester Berlin                                        | Michael Sanderling |
| 41  | Friedrich Kalkbrenner (1785–1849)                                                                                | Klavierkonzerte Nr. 1 & 4 (d-moll op. 61 & As-Dur op. 147) | Howard Shelley                      | Tasmanian Symphony Orchestra                                             | Howard Shelley     |
| 86  | Friedrich Kalkbrenner (1785–1849) Thomas Tellefsen (1823–1874)                                                   | Grande Marche, Orage & Polonaise op. 93 Klavierkonzerte Nr. 1 & 2 | Howard Shelley (Klavier & Leitung)  | Nürnberger Symphoniker                                                   |                    |
| 78  | Clara Schumann (1819–1896) Ferdinand Hiller (1811–1885) Henri Herz (1803–1888) Friedrich Kalkbrenner (1785–1849) | Klavierkonzert Nr. 1 op. 7 Konzertstück op. 113 für Klavier & Orchester Rondo de Concert op. 27 für Klavier & Orchester Le Reve op. 113 für Klavier & Orchester                                                                                          | Howard Shelley (Klavier & Dirigent) | Tasmanian Symphony Orchestra                                             |                    |
| 56  | Friedrich Kalkbrenner (1785–1849)                                                                                | Klavierkonzerte Nr. 2 & 3 (e-moll op. 85 & a-moll op. 107); Adagio e Allegro di bravura op. 102 (1830) (für Klavier und Orchester) | Howard Shelley                      | Tasmanian Symphony Orchestra                                             | Howard Shelley     |
| 31  | Robert Fuchs (1847–1927) Friedrich Kiel (1821–1885)                                                              | Konzert für Klavier und Orchester b-moll op. 27 Klavierkonzert B-Dur op. 30 | Martin Roscoe                       | BBC Scottish Symphony Orchestra                                          | Martyn Brabbins    |
| 18  | Erich Wolfgang Korngold (1897–1957) Joseph Marx (1882–1964)                                                      | Klavierkonzert Cis-Dur op. 17 (für die linke Hand) Klavierkonzert E-Dur "Romantisches" | Marc-Andre Hamelin                  | BBC Scottish Symphony Orchestra                                          | Osmo Vänskä        |
| 21  | Theodor Kullak (1818–1882) Alexander Dreyschock (1818–1869)                                                      | Klavierkonzert op. 55 Konzert für Klavier und Orchester d-moll op. 137 | Piers Lane                          | BBC Symphony Orchestra                                                   | Niklas Willén      |
| 14  | Henry Litolff (1818–1891)                                                                                        | Concertos Symphoniques Nr. 2 & 4 für Klavier & Orchester | Peter Donohoe                       | Bournemouth Symphony Orchestra                                           | Andrew Litton      |
| 26  | Henry Litolff (1818–1891)                                                                                        | Concertos Symphoniques Nr. 3 & 5 für Klavier & Orchester | Peter Donohoe                       | BBC Scottish Symphony Orchestra                                          | Andrew Litton      |
| 30  | Sergei Lyapunov (1859–1924)                                                                                      | Klavierkonzerte Nr. 1 & 2 (op. 4 & 38) | Milne                               | BBC Scottish Symphony Orchestra                                          | Martyn Brabbins    |
| 25  | Edward MacDowell (1860–1908)                                                                                     | Klavierkonzerte Nr. 1 & 2; Modern Suite Nr. 2 op. 14 (für Klavier solo) | Tanyel                              | BBC Scottish Symphony Orchestra                                          | Martyn Brabbins    |
| 18  | Erich Wolfgang Korngold (1897–1957) Joseph Marx (1882–1964)                                                      | Klavierkonzert Cis-Dur op. 17 (für die linke Hand) Klavierkonzert E-Dur "Romantisches" | Marc-Andre Hamelin                  | BBC Scottish Symphony Orchestra                                          | Osmo Vänskä        |
| 15  | Reynaldo Hahn (1875–1947) Jules Massenet (1842–1912)                                                             | Konzert für Klavier und Orchester Es-Dur Klavierkonzert Es-Dur | Stephen Coombs                      | BBC Scottish Symphony Orchestra                                          | Jean Yves Ossonce  |
| 8   | Nikolai Medtner (1880–1951)                                                                                      | Klavierkonzert Nr. 1 Klavierquintett C-Dur | Alexeev                             | New Budapest Quartet BBC Symphony Orchestra                              | Lazarev            |
| 2   | Nikolai Medtner (1880–1951)                                                                                      | Klavierkonzerte Nr. 2 & 3 | Nikolai Demidenko                   | BBC Scottish Symphony Orchestra                                          | Jerzy Maksymiuk    |
| 44  | Henryk Melcer (1869–1928)                                                                                        | Klavierkonzerte Nr. 1 & 2 | Jonathan Plowright                  | BBC Scottish Symphony Orchestra                                          | Christoph König    |
| 17  | Felix Mendelssohn Bartholdy (1809–1847)                                                                          | Klavierkonzerte Nr. 1 & 2 | Stephen Hough                       | City of Birmingham Symphony Orchestra                                    | Lawrence Foster    |
| 3   | Felix Mendelssohn Bartholdy (1809–1847) (Doppelkonzerte)                                                         | Konzert in As-Dur für zwei Klaviere Konzert in E-Dur für zwei Klaviere | Stephen Combs Piers Lane            | BBC Scottish Symphony Orchestra                                          | Jerzy Maksymiuk    |
| 32  | Ignaz Moscheles (1794–1870)                                                                                      | Klavierkonzerte Nr. 1, 6, 7 | Howard Shelley                      | Tasmanian Symphony Orchestra                                             | Howard Shelley     |
| 29  | Ignaz Moscheles (1794–1870)                                                                                      | Klavierkonzerte Nr. 2 & 3 | Shelley                             | Tasmanian Symphony Orchestra                                             | Howard Shelley     |
| 36  | Ignaz Moscheles (1794–1870)                                                                                      | Klavierkonzerte Nr. 4 & 5 | Howard Shelley (Klavier & Dirigent) | Tasmanian Symphony Orchestra                                             |                    |
| 1   | Moritz Moszkowski (1854–1925) Ignaz Paderewski (1860–1941)                                                       | Klavierkonzert E-Dur, op. 59 Klavierkonzert a-Moll, op. 17 | Piers Lane                          | BBC Scottish Symphony Orchestra                                          | Jerzy Maksymiuk    |
| 68  | Moritz Moszkowski (1854–1925) Adolf Schulz-Evler (1852–1905)                                                     | Klavierkonzert h-moll op. 3 Russische Rhapsodie op. 14 | Ludmil Angelov                      | BBC Scottish Symphony Orchestra                                          | Vladimir Kiradjiev |
| 64  | Henrique Oswald (1852–1931) Alfredo Napoleão (1852–1917)                                                         | Konzert für Klavier und Orchester g-moll op. 10 Klavierkonzert Nr. 2 e-moll op. 31 | Artur Pizarro                       | BBC National Orchestra of Wales                                          | Martyn Brabbins    |
| 37  | Eduard Nápravník (1839–1916) Felix Mikhailovich Blumenfeld (1863–1931)                                           | Concerto symphonique op. 27 für Klavier & Orchester Allegro de concert A-Dur, op. 7; Fantaisie russe h-moll, op. 39 | Evgeny Soifertis                    | BBC Scottish Symphony Orchestra                                          | Alexander Titov    |
| 64  | Henrique Oswald (1852–1931) Alfredo Napoleão (1852–1917)                                                         | Konzert für Klavier und Orchester g-moll op. 10 Klavierkonzert Nr. 2 e-moll op. 31 | Artur Pizarro                       | BBC National Orchestra of Wales                                          | Martyn Brabbins    |
| 1   | Moritz Moszkowski (1854–1925) Ignaz Paderewski (1860–1941)                                                       | Klavierkonzert E-Dur, op. 59 Klavierkonzert a-Moll, op. 17 | Piers Lane                          | BBC Scottish Symphony Orchestra                                          | Jerzy Maksymiuk    |
| 12  | Hubert Parry (1848–1918) Charles Villiers Stanford (1852–1924)                                                   | Klavierkonzert Fis-Dur Konzertkonzert Nr. 1 G-Dur, op. 59 | Piers Lane                          | BBC Scottish Symphony Orchestra                                          | Martyn Brabbins    |
| 79  | Hans Pfitzner (1869–1949) Walter Braunfels (1882–1954)                                                           | Klavierkonzert Es-Dur op. 31 Tag und Nachtstücke op. 44 für Orchester mit obligatem Klavier | Markus Becker                       | Rundfunk-Sinfonieorchester Berlin                                        | Constantin Trinks  |
| 34  | Gabriel Pierné (1863–1937)                                                                                       | Sämtliche Werke für Klavier & Orchester (Konzert für Klavier und Orchester c-moll op. 12; Poëme symphonique (Sinfonische Dichtung) d-moll op. 37; Fantaisie-Ballet B-Dur op. 6; Scherzo-Caprice D-Dur op. 25)                                            | Coombs                              | BBC Scottish Symphony Orchestra                                          | Corp               |
| 58  | Johann Peter Pixis (1788–1874) Sigismund Thalberg (1812–1871)                                                    | Klavierkonzerte C-Dur op. 100 & Es-Dur op. 68 Klavierkonzert in f-Moll, op. 5 | Howard Shelley                      | Tasmanian Symphony Orchestra                                             | Howard Shelley     |
| 72  | Cipriani Potter (1792–1871)                                                                                      | Klavierkonzerte Nr. 2 & 4 | Howard Shelley                      | Tasmanian Symphony Orchestra                                             |                    |
| 53  | Max Reger (1873–1916) Richard Strauss (1864–1949)                                                                | Klavierkonzert op. 114 Burleske d-moll für Klavier & Orchester | Marc-Andre Hamelin                  | Rundfunk-Sinfonieorchester Berlin                                        | Ilan Volkov        |
| 85  | Carl Heinrich Reinecke (1824–1910)                                                                               | Klavierkonzerte Nr. 1, 2, 4 | Simon Callaghan                     | Sinfonieorchester St. Gallen                                             | Modestas Pitrenas  |
| 76  | Josef Rheinberger (1839–1901) Bernhard Scholz (1835–1916)                                                        | Klavierkonzert As-Dur, op. 94 Klavierkonzert B-Dur op. 57; Capriccio für Klavier und Orchester, op. 35 | Simon Callaghan                     | BBC Scottish Symphony Orchestra                                          | Ben Gernon         |
| 75  | Ferdinand Ries (1784–1838)                                                                                       | Klavierkonzerte Nr. 8 A-Dur op. 151 "Gruß an den Rhein" & Nr. 9 g-moll op. 177 | Piers Lane                          | The Orchestra Now                                                        | Leon Botstein      |
| 5   | Mily Balakireff (1837–1910) Nikolai Rimski-Korsakow (1844–1908)                                                  | Klavierkonzert Nr. 1 in fis-Moll Klavierkonzert Nr. 2 in Es-Dur Klavierkonzert in cis-Moll, op. 30 | Malcolm Binns                       | English Northern Philharmonia                                            | David Lloyd-Jones  |
| 51  | Wilhelm Taubert (1811–1891) Jacob Rosenhain (1813–1894)                                                          | Konzerte für Klavier und Orchester Nr. 1–2 Klavierkonzert d-moll op. 73 | Howard Shelley                      | Tasmanian Symphony Orchestra                                             |                    |
| 67  | Ludomir Różycki (1884–1953)                                                                                      | Klavierkonzerte Nr. 1 & 2; Ballade, op. 18 | Jonathan Plowright                  | BBC Scottish Symphony Orchestra                                          | Lukasz Borowicz    |
| 81  | Edmund Rubbra (1901–1986) Arthur Bliss (1891–1975)                                                               | Klavierkonzert G-Dur op. 85 Klavierkonzert in B-Dur | Piers Lane                          | The Orchestra Now                                                        | Leon Botstein      |
| 38  | Anton Rubinstein (1829–1894) Xaver Scharwenka (1850–1924)                                                        | Konzert für Klavier und Orchester Nr. 1, op. 32 b-moll Klavierkonzert Nr. 1 op. 32 | Marc-Andre Hamelin                  | BBC Scottish Symphony Orchestra                                          | Michael Stern      |
| 27  | Camille Saint-Saëns (1835–1921)                                                                                  | Klavierkonzerte Nr. 1–5 | Stephen Hough                       | City of Birmingham Symphony Orchestra                                    | Sakari Oramo       |
| 87  | Carl Heinrich Reinecke (1824–1910) Emil von Sauer (1862–1942)                                                    | Klavierkonzert Nr. 3 C-Dur, op. 144; Konzertstück, op. 33 Klavierkonzert Nr. 2 c-moll | Simon Callaghan                     | Sinfonieorchester St. Gallen                                             | Modestas Pitrenas  |
| 11  | Xaver Scharwenka (1850–1924) Emil von Sauer (1862–1942)                                                          | Konzert für Klavier und Orchester Nr. 4 f-moll op. 82 Klavierkonzert Nr. 1 | Stephen Hough                       | City of Birmingham Symphony Orchestra                                    | Lawrence Foster    |
| 87  | Carl Heinrich Reinecke (1824–1910) Emil von Sauer (1862–1942)                                                    | Klavierkonzert Nr. 3 C-Dur, op. 144; Konzertstück, op. 33 Klavierkonzert Nr. 2 c-moll | Simon Callaghan                     | Sinfonieorchester St. Gallen                                             | Modestas Pitrenas  |
| 38  | Anton Rubinstein (1829–1894) Xaver Scharwenka (1850–1924)                                                        | Konzert für Klavier und Orchester Nr. 1, op. 32 b-moll Klavierkonzert Nr. 1 op. 32 | Marc-Andre Hamelin                  | BBC Scottish Symphony Orchestra                                          | Michael Stern      |
| 33  | Xaver Scharwenka (1850–1924)                                                                                     | Klavierkonzerte Nr. 2 & 3 | Tanyel                              | Radio Philharmonie Hannover des NDR                                      | Strugala           |
| 16  | Henry Holden Huss (1862–1953) Ernest Schelling (1876–1939)                                                       | Klavierkonzert op. 10 Suite fantastique op. 7 (für Klavier und Orchester) | Hobson                              | BBC Scottish Symphony Orchestra                                          | Martyn Brabbins    |
| 84  | Aloys Schmitt (1788–1866)                                                                                        | Klavierkonzerte Nr. 1 c-moll op. 14 & Nr. 2 d-moll op. 34 | Howard Shelley                      | Ulster Orchestra                                                         |                    |
| 76  | Josef Rheinberger (1839–1901) Bernhard Scholz (1835–1916)                                                        | Klavierkonzert As-Dur, op. 94 Klavierkonzert B-Dur op. 57; Capriccio für Klavier und Orchester, op. 35 | Simon Callaghan                     | BBC Scottish Symphony Orchestra                                          | Ben Gernon         |
| 68  | Moritz Moszkowski (1854–1925) Adolf Schulz-Evler (1852–1905)                                                     | Klavierkonzert h-moll op. 3 Russische Rhapsodie op. 14 | Ludmil Angelov                      | BBC Scottish Symphony Orchestra                                          | Vladimir Kiradjiev |
| 78  | Clara Schumann (1819–1896) Ferdinand Hiller (1811–1885) Henri Herz (1803–1888) Friedrich Kalkbrenner (1785–1849) | Klavierkonzert Nr. 1 op. 7 Konzertstück op. 113 für Klavier & Orchester Rondo de Concert op. 27 für Klavier & Orchester Le Reve op. 113 für Klavier & Orchester                                                                                          | Howard Shelley (Klavier & Dirigent) | Tasmanian Symphony Orchestra                                             |                    |
| 54  | Arthur Somervell (1863–1937) Frederic Hymen Cowen (1852–1935)                                                    | Klavierkonzert a-moll "Highland"; Normandy - Symphonische Variationen Konzertstück | Martin Roscoe                       | BBC Scottish Symphony Orchestra                                          | Martyn Brabbins    |
| 12  | Hubert Parry (1848–1918) Charles Villiers Stanford (1852–1924)                                                   | Klavierkonzert Fis-Dur Konzertkonzert Nr. 1 G-Dur, op. 59 | Piers Lane                          | BBC Scottish Symphony Orchestra                                          | Martyn Brabbins    |
| 49  | Wilhelm Stenhammar (1871–1927)                                                                                   | Klavierkonzerte Nr. 1 b-moll op. 1 & Nr. 2 d-moll op. 23 | Seta Tanyel                         | Helsingborg Symphony Orchestra                                           | Andrew Manze       |
| 28  | Sigismond Stojowski (1870–1946)                                                                                  | Klavierkonzerte Nr. 1 & 2 (op. 3 & 32) | Plowright                           | BBC Scottish Symphony Orchestra                                          | Martyn Brabbins    |
| 53  | Max Reger (1873–1916) Richard Strauss (1864–1949)                                                                | Klavierkonzert op. 114 Burleske d-moll für Klavier & Orchester | Marc-Andre Hamelin                  | Rundfunk-Sinfonieorchester Berlin                                        | Ilan Volkov        |
| 51  | Wilhelm Taubert (1811–1891) Jacob Rosenhain (1813–1894)                                                          | Konzerte für Klavier und Orchester Nr. 1–2 Klavierkonzert d-moll op. 73 | Howard Shelley                      | Tasmanian Symphony Orchestra                                             |                    |
| 86  | Friedrich Kalkbrenner (1785–1849) Thomas Tellefsen (1823–1874)                                                   | Grande Marche, Orage & Polonaise op. 93 Klavierkonzerte Nr. 1 & 2 | Howard Shelley (Klavier & Leitung)  | Nürnberger Symphoniker                                                   |                    |
| 58  | Johann Peter Pixis (1788–1874) Sigismund Thalberg (1812–1871)                                                    | Klavierkonzerte C-Dur op. 100 & Es-Dur op. 68 Klavierkonzert in f-Moll, op. 5 | Howard Shelley                      | Tasmanian Symphony Orchestra                                             | Howard Shelley     |
| 19  | Alexander Mackenzie (1847–1935) Donald Francis Tovey (1875–1940)                                                 | Klavierkonzert op. 55 "Scottish" Klavierkonzert op. 15 | Steven Osborne                      | BBC Scottish Symphony Orchestra                                          | Martyn Brabbins    |
| 50  | Peter Iljitsch Tschaikowsky (1840–1893)                                                                          | Klavierkonzerte Nr. 1–3; Konzertfantasie | Stephen Hough                       | Minnesota Orchestra                                                      | Osmo Vänskä        |
| 24  | José Vianna da Motta (1868–1948)                                                                                 | Klavierkonzert A-Dur; Fantasia dramatica für Klavier & Orchester; Ballada op. 16 für Klavier | Pizarro                             | Gulbenkian Orchester                                                     | Martyn Brabbins    |
| 10  | Carl Maria von Weber (1786–1826)                                                                                 | Klavierkonzerte Nr. 1 & 2 Konzertstück in f-moll | Nikolai Demidenko                   | Scottish Chamber Orchestra                                               | Charles Mackerras  |
| 55  | Charles-Marie Widor (1844–1937)                                                                                  | Klavierkonzerte Nr. 1 & 2; Fantasie, op. 62 | Markus Becker                       | BBC National Orchestra of Wales                                          | Thierry Fischer    |
| 52  | Hermann Goetz (1840–1876) Josef Wieniawski (1837–1912)                                                           | Klavierkonzert B-Dur op. 18 Klavierkonzert g-moll op. 20 | Hamish Milne                        | BBC Scottish Symphony Orchestra                                          | Michal Dworzynski  |
| 57  | Adolf Wiklund (1879–1950)                                                                                        | Klavierkonzerte Nr. 1 & 2 | Martin Sturfält                     | Helsingborg Symphony Orchestra                                           | Andrew Manze       |
| 23  | Joseph Holbrooke (1878–1958) Haydn Wood (1882–1959)                                                              | Klavierkonzert Nr. 1 op. 52 "The Song of Gwyn ap Nudd" Konzert für Klavier und Orchester d-moll | Hamish Milne                        | BBC Symphony Orchestra                                                   | Martyn Brabbins    |
| 59  | Władysław Żeleński (1837–1921) Alexander Zarzycki (1834–1895)                                                    | Klavierkonzert Es-Dur op. 60 Klavierkonzert As-Dur, op. 17; Grande Polonaise Es-Dur, op. 7 | Jonathan Plowright                  | BBC Scottish Symphony Orchestra                                          | Lukasz Borowicz    |
| 59  | Władysław Żeleński (1837–1921) Alexander Zarzycki (1834–1895)                                                    | Klavierkonzert Es-Dur op. 60 Klavierkonzert As-Dur, op. 17; Grande Polonaise Es-Dur, op. 7 | Jonathan Plowright                  | BBC Scottish Symphony Orchestra                                          | Lukasz Borowicz    |